# Povijest engleskog jezika
Engleski jezik jest zapadnogermanski jezik koji potječe od anglofrizijskog dijalekta donesena na Britaniju sredinom 5. do 7. stoljeća migracijom anglosaskih naroda iz sadašnje sjeverozapadne Njemačke, južne Danske i Nizozemske. Doseljeni Anglosasi trajno su se naselili na Britanskim otocima i postali dominantnim narodom većega dijela južne Velike Britanije. Jezik kojim su oni govorili, koji se danas naziva staroengleski, bio je skupina anglofrizijskih dijalekata koji su se, barem među doseljenicima, govorili na području današnje Engleske i južne te istočne Škotske u ranome srednjem vijeku. Staroengleski jezik potisnuo je keltske jezike (a možda i britanski latinski) koji su prethodno dominirali otočjem. Sâm jezik odražavao je raznolika podrijetla anglosaskih kraljevstava uspostavljenih u pojedinim dijelovima Velike Britanije. Zapadnosaski dijalekt s vremenom je postao dominantan te se uspostavio kao standard većine staroengleske književnosti. Značajan naknadni utjecaj na oblikovanje staroengleskog jezika imao je kontakt sa sjevernogermanskim jezicima. Njih su govorili skandinavski vikinzi koji su osvajali i kolonizirali dijelove Britanskih otoka tijekom 8. i 9. stoljeća, što je dovelo do mnogo leksičkog posuđivanja i morfološkog pojednostavljenja staroengleskoga jezika. Anglijski dijalekti imali su veći utjecaj na srednjoengleski jezik.

## Anglosaski jezik
Engleski jezik ima svoje korijene u jezicima germanskih naroda sjeverne Europe. Tijekom Rimskog Carstva, veći dio germanskih naselja (Germanija) ostao je neovisan od Rima, iako su neki jugozapadni dijelovi bili unutar carstva. Neki su Germani služili u rimskoj vojsci, a trupe iz germanskih plemena poput Tungra, Batavaca, Menapija i Friza služili su u Britaniji pod rimskim zapovjedništvom. Germansko naseljavanje i moć proširile su se tijekom migracijskog razdoblja, koje je doživjelo pad Zapadnog Rimskog Carstva. Germansko naseljavanje Britanije odvijalo se od 5. do 7. stoljeća, nakon završetka rimske vladavine otokom. Anglosaska kronika navodi da je oko 449. godine Vortigern, kralj Britanaca, pozvao „srodnike Angla” (koje su navodno predvodili germanska braća Hengist i Horsa) kako bi pomogli odbiti invaziju Pikta u zamjenu za zemlje na jugoistoku Britanije. To je dovelo do valova doseljenika koji su na kraju uspostavili sedam kraljevstava, poznata kao heptarhija. Kronika, međutim, nije suvremeno djelo i ne može se smatrati pouzdanim i točnim zapisom o takvim ranim događajima. Beda Časni, koji je svoju „Crkvenu povijest” napisao u 731. godini, piše o invaziji Angla, Sasa i Juta, iako su točna narav invazije, naseljavanja i doprinosa tih skupina predmet rasprava među povjesničarima.

## Staroengleski jezik
Germanski doseljenici na Britanskim otocima u početku su govorili raznim anglosaskim dijalektima koji su se zatim razvili u jezik koji nazivamo staroengleskim. On je potisnuo takoreći autohtoni britanski keltski (i latinski jezik preostao od bivših rimskih vladara) iz dijelova Britanije koji su kasnije formirali Kraljevinu Englesku, dok su keltski jezici ostali u većem dijelu Škotske, Walesa i Cornwalla. Međutim mnogi keltsko-germanski toponimi opstaju i danas, ukazujući na prvotno miješanje jezika. Staroengleski jezik također je imao lokalne varijante čiji se ostaci nalaze u dijalektima suvremenoga engleskoga jezika u Ujedinjenom kraljevstvu. Četiri glavna dijalekta bili su mercijanski, nortumbrijski, kentski i zapadnosaksonski. Posljednji od njih postao je temelj za književni standard kasnijega staroengleskoga razdoblja, iako su se dominantni oblici srednjoengleskoga i suvremenoga engleskoga razvili uglavnom iz mercijanskoga.
Većina izvornih govornika suvremenoga engleskoga ne razumije staroengleski jezik, iako otprilike polovica najčešćih riječi u suvremenome engleskomu ima staroengleske korijene. Gramatika staroengleskoga imala je veću razinu sprezanja od suvremenoga engleskoga, kao i slobodniji redoslijed riječi. Time je gramatički bila poprilično slična modernome njemačkomu jeziku. Staroengleski je imao pokazne zamjenice (poput „ovo” i „ono”), ali nije imao određeni član poput suvremenoga engleskog „the”. Smatra se da je staroenglesko razdoblje prešlo u srednjoenglesko nedugo nakon normanskih osvajanja 1066. godine kada je na jezik znatno utjecao staronormanski, jezik nove vladajuće klase.

## Srednjoengleski jezik
Srednjoengleski je oblik engleskoga jezika koji se govorio otprilike od vremena Normanskih osvajanja 1066. godine do kraja 15. stoljeća.
Stoljećima nakon osvajanja, normanski kraljevi i plemići u Engleskoj, a donekle i drugdje na Britanskim otocima, govorili su anglonormanski, vrstu staronormanskoga jezika koja potječe iz sjevernog dijalekta oïlskoga jezika. Trgovci i plemići nižeg ranga često su bili dvojezični govornici anglonormanskoga i engleskoga jezika, dok je engleski jezik i dalje bio jezik puka. Na srednjoengleski jezik uvelike su utjecali anglonormanski i anglofrancuski jezik.
Sve do 14. stoljeća, anglonormanski, a potom i francuski jezik bili su jezici sudova i vlade. Čak i nakon pada Normana, standardni francuski jezik zadržao je status formalnog i prestižnog jezika, a oko 10 000 francuskih (i normanskih) posuđenica ušlo je tijekom normanske vlasti u srednjoengleski jezik. To su mahom bili izrazi povezani s vladom, Crkvom, pravom, vojskom, modom i hranom.
Engleska književnost počela se ponovo pojavljivati u 13. stoljeću, kada su promijena u političkim mnijenjima i pad Anglonormana ponovno učinili engleski jezik uglednim. Oxfordski statut, objavljen 1258. godine, bio je prvi dokument engleske vlade koji je objavljen na engleskome jeziku nakon normanskih osvajanja. Eduard III. je 1362. godine postao prvi kralj koji se parlamentu obratio na engleskome jeziku. „Statut o pozivanju na engleskome jeziku” 1362. godine učinio je engleski jedinim jezikom na kojem se mogao voditi sudski postupak, iako je službeni zapisnik ostao na latinskome jeziku. Do kraja stoljeća, čak je i kraljevski dvor počeo upotrebljavati engleski. Anglonormanski ostao je u upotrebi u ograničenim krugovima nešto duže, ali je prestao biti živi jezik. Službeni dokumenti počeli su se redovito pisati na engleskome tijekom 15. stoljeća. Geoffrey Chaucer, koji je živio u kasnom 14. stoljeću, najpoznatiji je pisac iz razdoblja srednjoengleskoga jezika, a The Canterbury Tales njegovo je najpoznatije djelo.
Engleski jezik se u razdoblju srednjoengleskog jezika naglo promijenio, kako u vokabularu i izgovoru, tako i u gramatici. Dok je gramatika staroengleskoga jezika uvelike sintetička, razina sprezanja je u srednjoengleskomu jeziku znatno umanjena i jezik postaje sve više analitičke prirode. Mnoge gramatičke distinkcije su nestale te je puno imenica i pridjeva jednostavno dobilo nastavak-e. Stariji oblik za množinu imenica -en, koji je zadržan u nekoliko slučajeva poput „children” (hrv. djeca) i „oxen” (hrv. volovi), velikim je dijelom ustupio mjesto nastavku -s, a gramatički rod je potpuno nestao. Određeni član „þe” pojavljuje se oko 1200. godine, a kasnije se navodi kao „the”, koji se prvi put pojavljuje u Istočnoj i Sjevernoj Engleskoj kao zamjena za staroengleske „se” i „seo”, nominativne oblike riječi „ono”.
Normanski je u ovom razdoblju utjecao i na pravopis engleskoga zbog čega su se zvukovi /θ/ i /ð/ češće pisali ⟨th⟩ nego staroengleskim slovima ⟨þ⟩ („thorn”) i ⟨ð⟩ („eth”), koja u normanskome nisu postojala. Ta slova opstaju još samo u suvremenomu islandskomu i ferojskomu pravopisu nakon što su posuđena iz staroengleskoga preko starozapadnonordijskih jezika.

## Raniji suvremeni engleski jezik
Engleski je prošao kroz znatne fonološke promjene tijekom 15. stoljeća iako su njegove pravopisne konvencije uglavnom ostale iste. Nastanak suvremenoga engleskoga jezika često se datira u doba „Promjene kvalitete samoglasnika” (eng. „Great Vowel Shift”) koja se odvijala uglavnom tijekom 15. stoljeća. Jezik se dalje transformirao širenjem standardiziranoga londonskog narječja u vladi i administraciji te standardizacijskim učinkom tiska koji je također imao tendenciju reguliranja velikih slova. Posljedicom toga, jezik je stekao samosvjesne izraze kao što su „naglasak” i „dijalekt”. Kako većina ranih tiskarskih strojeva dolazi iz kontinentalne Europe, nekoliko izvornih engleskih slova poput þ i ð izumiru; „þe” se već neko vrijeme piše kao „ye”. Do doba Williama Shakespearea (sredina 16. – početak 17. stoljeća), jezik je postao jasno prepoznatljiv kao suvremeni engleski. Godine 1604. objavljen je prvi rječnik engleskog jezika zvan „Table Alphabeticall”.

## Suvremeni engleski jezik
Prvi autoritativni i cjeloviti engleski rječnik, Dictionary of the English Language, objavio je Samuel Johnson 1755. godine. Rječnik je u velikoj mjeri standardizirao i pravopis engleskog jezika te upotrebu riječi. U međuvremenu, gramatički tekstovi Lowtha, Murrayja, Priestlyja i drugih pokušali su još proširiti standardizaciju jezika.
Raniji suvremeni i kasniji suvremeni engleski jezik, koji se također naziva engleskim jezikom današnjice, bitno se razlikuju u leksiku. Kasniji suvremeni engleski jezik ima mnogo više riječi koje proizlaze iz industrijske revolucije i tehnologija koje su stvorile potrebu za novim riječima, kao i međunarodnim razvojem jezika. Britansko Carstvo je na svom imperijalnom vrhuncu pokrivalo četvrtinu kopnene površine Zemlje, a engleski je jezik prihvatio strane riječi iz mnogih zemalja. Britanski engleski i sjevernoamerički engleski jezik, dvije glavne inačice engleskoga jezika, zajedno govori 400 milijuna ljudi. Ukupni broj govornika engleskoga u svijetu premašuje milijardu, no točan broj nije poznat dok procjene variraju. Engleski jezik nastavlja se razvijati uz računalno i mrežno okruženje (poput chat soba, izraza na društvenim mrežama i aplikacija) te prihvaćanjem engleskog jezika kao svjetske lingua france kroz kulturu, običaje i tradiciju. Ne bi trebalo biti iznenađujuće daljnje skraćivanje riječi, izraza i/ili rečenica.

## Promjene samoglasnika u engleskom jeziku
| Staroengleski (900.) | Srednjoengleski (1400.) | Rani suvremeni engleski (1600.) | Suvremeni engleski         | Suvremeni pravopis1 | Primjeri                |
| -------------------- | ----------------------- | ------------------------------- | -------------------------- | ------------------- | ----------------------- |
| /ɑː/                 | /ɔː/                    | /oː/                            | /oʊ/ (SAD) /əʊ/ (UK i SAD) | oa, oCe             | oak, boat, whole, stone |
| /æː/, /æːɑ/          | /ɛː/                    | /eː/                            | /iː/                       | ea                  | heal, beat, cheap       |
| /eː/, /eːo/          | /eː/                    | /iː/                            | /iː/                       | ee, -e              | feed, deep, me, be      |
| /iː/, /yː/           | /iː/                    | /əi/ ili /ɛi/                   | /aɪ/                       | iCe                 | ride, time, mice        |
| /oː/                 | /oː/                    | /uː/                            | /uː/                       | oo, -o              | moon, food, do          |
| /uː/                 | /uː/                    | /əu/ ili /ɔu/                   | /aʊ/                       | ou                  | mouse, out, loud        |
| /ɑ/, /æ/, /æɑ/       | /a/                     | /æ/                             | /æ/                        | a                   | man, sat, wax           |
| /ɑ/, /æ/, /æɑ/       | /aː/                    | /ɛː/                            | /eɪ/                       | aCe                 | name, bake, raven       |
| /e/, /eo/            | /e/                     | /ɛ/                             | /ɛ/                        | e                   | help, tell, seven       |
| /e/, /eo/            | /ɛː/                    | /eː/                            | /iː/                       | ea, eCe             | speak, meat, mete       |
| /i/, /y/             | /ɪ/                     | /ɪ/                             | /ɪ/                        | i                   | written, sit, kiss      |
| /o/                  | /o/                     | /ɔ/                             | /ɒ/ (UK) /ɑ/ (SAD)         | o                   | god, top, beyond        |
| /o/                  | /ɔː/                    | /oː/                            | /oʊ/ (SAD) /əʊ/ (UK)       | oa, oCe             | foal, nose, over        |
| /u/                  | /ʊ/                     | /ɤ/                             | /ʌ/                        | u, o                | buck, up, love, wonder  |
| /u/                  | /ʊ/                     | /ʊ/                             | /ʊ/                        | u, o                | full, bull              |

1. Slovo „C” predstavlja suglasnik u slogu